# Masuyo Shiraishi
Masuyo Shiraishi (白石 益代, 24 de setembre de 1964) és una exfutbolista japonesa.

## Selecció del Japó
Va debutar amb la selecció del Japó el 1981. Va disputar 4 partits amb la selecció del Japó.

## Estadístiques
| Selecció del Japó | Selecció del Japó | Selecció del Japó |
| Anys              | Partits           | Gols              |
| ----------------- | ----------------- | ----------------- |
| 1981              | 4                 | 0                 |
| Total             | 4                 | 0                 |